# 普里森多夫
普里森多夫是德国巴伐利亚州上弗兰肯行政区班贝格县的一个市镇。总面积8.35平方公里，总人口1535人，其中男性765人，女性770人（2011年12月31日），人口密度184人/平方公里。

## 地理

### 地理位置
普里森多夫位于上弗兰肯和下弗兰肯行政区之间，施泰格林山（Steigerwald）内，奥拉赫河（Aurach）畔。

### 邻镇
从北边顺时针方向周边的镇为埃尔特曼、菲雷特-特伦施塔特、利斯贝格、施泰格林山区申布伦（Schönbrunn im Steigerwald）和上奥拉赫（Oberaurach）。前面的四个镇全部属于班贝格县，最后的那个镇属于下弗兰肯行政区哈斯贝格县。

### 镇内区分
普里森多夫分两个区。

## 历史
普里森多夫曾经属于利斯贝格。1806年归属巴伐利亚。

### 人口发展
- 1970年：1056人
- 1987年：1240人
- 2000年：1456人
- 2008年：1522人

## 政治
镇长玛丽亚·贝克是基督教民主联盟成员，她从2008年5月1日上任，是班贝格县第一名女镇长之一。

### 2008年镇议会选举
镇议会由12名成员组成：
- 拜仁基督教社会联盟七席
- 德国社会民主党四席
- 自由选民一席

### 镇徽
红色的低，一只音色的鹿角上面两把交叉的金刀，再向上一朵银色的百合。
交叉的刀指的是圣巴多罗买，普里森多尔夫的教堂是以他命名的。百合代表当地的崇拜小教堂里的圣母。鹿角纪念当地一名1717年逝世的猎人，他为普里森多夫成为一个独立的镇做出了贡献。金色和红色是普里森多夫中世纪时所属的贵族家族的颜色。

## 经济和基础建设

### 经济和农林业
根据官方统计在1998年当地有26人在农业和林业、184人在制造企业、五人在贸易和交通业、28人在其它经济企业工作，镇内的居民共有546人工作。加工业有三个企业，建造业有两个企业。1999年镇上有29个农业企业，其作业面积共406公顷，其中282公顷农业面积和99公顷常绿面积。

### 志愿救火队
普里森多夫有两支志愿救火队。

### 啤酒厂
普里森多夫有一个小啤酒厂，年产量400升。

### 教育
普里森多夫有一个有100个位置的幼儿园和一个有14名教师和273名学生的人民学校。

### 俱乐部
- 音乐俱乐部
- 体育俱乐部
- 水果和花园俱乐部
- 射击俱乐部
- 溜冰俱乐部
- 教堂合唱队